# Argamasilla de Calatrava
Argamasilla de Calatrava è un comune spagnolo di 5 992 abitanti situato nella comunità autonoma di Castiglia-La Mancia.